# فقارة الزاوية
فقارة الزاوية أو «فقارة الزوى» هي إحدى بلديات ولاية عين صالح أكبر بلدية في الجزائر مساحة.

## التسمية
اسم فقارة الزوى يتكون من كلمتين الأولى فقارة وجمعها فقاقير وهي عبارة عن سلسلة من الآبار بين كل بئر وبئر درجات مثل السلم ويربط بين كل بئر وبئر نفق يبدأ العمل فيها من مكان عالي ولا يزال ينحدر من أعلى إلى أسفل حتى يخرج الماء على وجه الأرض وقيل أن الاسم اشتق من التفجير لأن الماء يتفجر منها ومن المؤرخين من يرى أن اسمها مأخوذ من الفقار أي فقاقير الظهر لأن آبارها تشبه الظهر.
والكلمة الثانية *الزوى* وهو اسم يطلق على عرش أولاد سيدي عبد القادر بن محمد المعروف بسيد الشيخ دفين الأبيض سيد الشيخ بولاية البيض ويعود أصل كلمة الزوى نسبة إلى الزاوية وهي من الزوي وهو المكان الذي يقصده عابري السبيل لأن عرش الزوى يتميز بالجود والكرم كغيره من الشعوب العربية الأخرى وكان اسم الزوى في الأول البوبكرين نسبة إلى جدهم الأول بعد الإسلام الصحابي الجليل أبو بكر الصديق بن قحافة ومن بعدها إلى اسم المعمرين أو المعمرية نسبة إلى جدهم معمر بن عالية وإلى السماحيين نسبة إلى جدهم سيدي بوسماحة دفين منطقة تبو التابعة لدائرة شروين المتواجدة بولاية أدرار وإلى الباشخة أو البوشيخي نسبة إلى سيد الشيخ
ويقول المؤرخون أن أصل نشأة هذه البلدة تعود إلى قدوم فرع من أولاد سيد الشيخ وهم أولاد سيد الحاج امحمد الذي يتواجد ضريحه بمنطقة الساهلة الفوقانية التي تبعد عن فقارة الزوى حوالي 35 كلم الذين أتوا إلى هذه المنطقة للتعمير فيها حيث قاموا بحفر هذه الآبار أو الفقاقير وربطها ببعضها لاستعمال مياهها في ظروف الحياة .

## السكان
تضم بلدية فقارة الزوى أربع 4 تجمعات سكانية كبرى
1. فقار الزوى
2. فقارة العرب.
3. سيلافن.
4. حينون.

## السياحة والمواقع الأثرية
يتواجد ببلدية فقارة الزوى مواقع أثرية هامة من بينها الغابة
المتحجرة ومنبع تمزقيدة وموقع القطارة والعين الكحلة، وكل من بين هذه
المواقع ميزة خاصة يمتاز بها عن غيره. نذكر على سبيل المثال منبع تمزقيدة يمتاز بحرارة مياه تقدر بـ:72° ويعالج عدة أمراض منها الروماتيزم...إلخ.